# Mancala

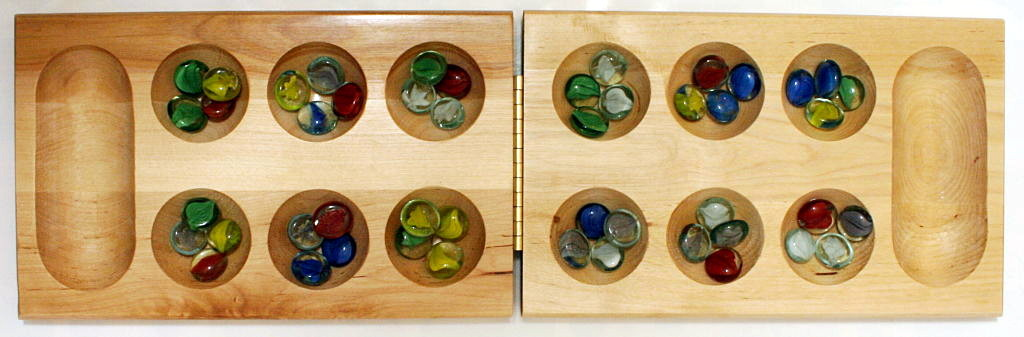
Ett vikbart Mancalabräde i trä

Mancala eller kalaha är en typ av brädspel, på engelska ibland kallade sowing games (sådd-spel) eller count and capture games (räkna och samla-spel) som syftar på utförandet av spelet. Kalaha, Oware, Sungka[källa behövs] och Bao är bland de vanligaste mancalaspelen i västvärlden. Mancalaspel har ungefär motsvarande roll i Afrika och vissa delar av Asien som schack har i västvärlden.[källa behövs]

## Namn
Mancala är inte ett spel, utan ett samlingsnamn på en mängd spel som spelas med kulor av två personer på ett bräde med gropar. Den missuppfattningen stärks ofta av speltillverkare i västvärlden som ofta namnger spelen fel. Ibland namnges spel som Etiopisk mancala eller Nigeriansk mancala.[källa behövs] Mancalaspel spelas i dessa länder, men även inom länderna förekommer det flera olika mancalaspel. Ibland används även korrekta spelnamn, som Awari för andra mancalaspel.[källa behövs]
Mancala är i själva verket det arabiska ord som ofta benämner den här typen av spel. Ordet härstammar från det arabiska ordet naqala (نقل) med betydelsen att flytta. Ordet används bland annat i Syrien, Libanon och Egypten. I engelsk forskning kring spel används termen mancalaspel eller spel i mancalafamiljen snarare än mancalavarianter då det sistnämnda felaktigt skulle syfta på att det fanns någon sorts ursprungsspel som alla mancalaspel är varianter av.[källa behövs]
Ytterligare förvirring kring namnen på spelen kommer från att spelen ibland har olika namn i olika regioner. I vissa sammanhang har flera spel samma namn, där det ena spelas mellan män och det andra mellan kvinnor.[källa behövs] På grund av detta har det historiskt visat sig svårt att fastställa exakta namn och regler för de olika typerna av mancalaspel.
Namnen på spelen härstammar ofta från utrustningen som används vid spelandet. Bao till exempel betyder trä eller bräda på swahili.

## Grundprinciper
Mancalaspelen följer alla ett grundläggande mönster där man plockar upp enheter från en grop och sedan sår dem i de andra groparna och samlar dem i en speciell grop eller skål. Det är grunden till det engelska uttrycket count and capture.

### Utrustning
Mancala spelas på med ett bräde av trä som oftast består av två eller fyra rader av gropar. Ibland spelar man med gropar grävda i marken eller bräden gjorda av sten. Groparna kallas gropar, hus eller skålar. De flesta bräden har två större gropar på vardera sidan som kan kallas lager eller hus. Spelpjäserna är ofta frön, kulor eller små stenar. Antalet gropar på varje rad varierar mellan spelen och ibland även inom samma spel. Endodoi till exempel spelas på bräden i storlekar från 2 x 6 till 2 x 10 gropar.[källa behövs]
I spel med två rader gropar kontrollerar oftast spelarna var sin rad, och man spelar ofta på den andres rad när man sår. I spel som använder sig av fyra rader har varje spelare oftast en inre och en yttre rad. Under spelets gång sår man då oftast bara på sina egna rader och enheterna stannar på respektive sida tills de blir tillfångatagna av motspelaren.

### Mål
Målet med spelet är oftast att samla fler enheter än sin motspelare. Vissa spel går ut på att göra så att sin motspelare inte kan göra något drag för att vinna.[källa behövs]

### Att så

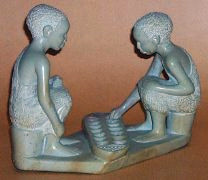
Statyett med två mancalaspelare.

I början av en spelares tur väljer spelaren en grop med enheter som skall sås runt brädet. I de flesta spel är man begränsad till att välja en grop från raden eller raderna närmast sig och gropen måste innehålla ett minsta antal enheter. 
När man sår så plockar man upp alla enheter från en grop och placerar dem en och en i de andra groparna, oftast medsols runt hela brädet. Uttrycket att så kommer från att spelen historiskt ofta har spelats med frön och att man själva spelprincipen liknar att så frön i gropar i marken.
I vissa spel så sår man ibland mer än en gång under sin tur. Om den sista enheten man sår hamnar i en grop där det redan finns enheter så plockas alla dessa upp och man börjar på nytt så från den gropen. Detta fortsätter i så fall oftast tills den sista enheten man sår hamnar i en tom grop. I en del spel så fortsätter man så från den grop som ligger efter den där den sista enheten hamnade istället. Då slutar spelarens tur när gropen framför den sista placerade enheten är tom.

### Att samla
Beroende på den sista gropen man sår i så kan man samla enheter. De exakta reglerna för att samla enheterna variera kraftigt mellan spelen. I vissa spel så tillfångatar man en eller flera enheter genom att så den sista enheten i en grop med ett visst antal enheter i sig. Ibland så ska vissa formationer mellan groparna byggas upp för att samla dem och ibland så sår man helt enkelt enheter i sin samlargrop som i de vanliga groparna.

## Historia
Mancalas ursprung är inte helt klart. De tidigaste fynden har hittats i Eritrea och Etiopien.[källa behövs]